# Rolf Kauka Comics
Das meist als Kauka Promedia, Inc. bezeichnete Unternehmen, korrekt Promedia, Inc., mit Sitz in Thomasville, Georgia, war die Verwertungsgesellschaft der von Rolf Kauka erschaffenen Comic-Charaktere wie Fix und Foxi, Bussi Bär, Lupo, Pauli und über 80 weiteren. Dazu existierte von 2002 bis 2009 das Joint Venture Rolf Kauka Comics mit Sitz in Kerken, das bis Mitte 2008 unter dem Namen „Kauka Promedia“ agierte.
Seine Ursprünge hatte das Unternehmen im 1951 gegründeten Kauka Verlag in München, später Grünwald bei München. 1973 verkaufte der Gründer Rolf Kauka seinen Verlag an ein englisch-niederländisches Konsortium aus VNU und IPC, erwarb den Verlag 1979 aber zurück. Ende 1979 wurde aus dem Kauka Verlag ein Unternehmen, das nur noch mit Lizenzrechten handelte. Die Lizenzen seiner Figuren vergab Rolf Kauka im selben Jahr an die Verlagsunion Pabel-Moewig, die er wegen unterschiedlicher Auffassung über Erscheinungsweise und Gestaltung seiner Zeitschrift Fix und Foxi Ende 1994 widerrief. Bussi Bär durfte Pabel-Moewig aber weiterhin publizieren. Als Rolf Kauka 1982 Deutschland aus gesundheitlichen Gründen verließ und in die USA übersiedelte, wandelte er den Kauka Verlag in die Promedia, Inc. um.
Nach der Kündigung der Lizenzvereinbarung mit Pabel-Moewig vergab Kauka die Lizenz an seiner Serie Fix und Foxi an die Ravensburger AG und ihre Tochtergesellschaft RTV Family Entertainment, um Fix & Foxi auch als Zeichentrickserie für das Fernsehen umzusetzen. Ende 1999 übernahm seine Frau Alexandra Kauka die Führung des Unternehmens. Rolf Kauka verstarb am 13. September 2000 in Thomasville.
Nach Auslaufen der Verträge mit der RTV Family Entertainment wurde 2002 das Joint-Venture Kauka Promedia mit der Andromeda Central Community Medien des niederrheinischen Medienmanagers Michael Semrad gegründet. Andromeda übernahm in der Folgezeit das operative Geschäft und trat in Bezug auf die Kauka-Figuren unter dem Namen Kauka Promedia auf. 
Auf Wunsch von Alexandra Kauka erfolgte im Juni 2008 die Umbenennung des Joint-Venture Kauka Promedia in Rolf Kauka Comics. Damit sollte der Schöpfer der Kauka Serien, Rolf Kauka, stärker in den Blickpunkt gerückt werden. Die Zusammenarbeit wurde jedoch nach dem plötzlichen Tod Michael Semrads bereits im März 2009 beendet, das Joint-Venture aufgelöst. 2013 übergab Alexandra Kauka die Geschäftsführung der Promedia an Stefan Lade, blieb aber Geschäftsführerin bis das Unternehmen 2014 nach dem Verkauf sämtlicher Nutzungsrechte für die Kauka-Figuren an die Your Family Entertainment des österreichischen Medienunternehmers Stefan Piëch seine Geschäftstätigkeit einstellte.